# Фань Кесінь
Фань Кесінь (кит. спрощ. 范可欣, пінь-інь: Fàn Kěxīn, нар.19 вересня 1993) — китайська шорт-трекістка, багаторазова переможниця чемпіонатів світу.
Фань Кесінь народилась у 1993 році у Цитайхе провінції Хейлунцзян. У вересні 2010 року стала членом національної збірної із шорт-треку.
У 2011 році Фань Кесінь завоювала золоту медаль Азійських ігор у естафеті, а на чемпіонаті світу завоювала золоті медалі в естафеті і на дистанції 500 м. На чемпіонаті світу 2012 року вона повторила це досягнення, а у 2013 році на чемпіонаті світу завоювала золоту медаль у естафеті і бронзову — на дистанції 500 м.

## Олімпійські ігри
| Рік  | Місто                     | 500 метрів | 1000 метрів | Е | ЗЕ |
| ---- | ------------------------- | ---------- | ----------- | - | -- |
| 2014 | Сочі, Росія               | 5          | 2           | 7 | —  |
| 2018 | Пхьончхан, Південна Корея | 8          | —           | 7 | —  |
| 2022 | Пекін, Китай              | 11         | —           | 3 | 1  |